# エヴェンキア (小惑星)
エヴェンキア (2656 Evenkia) は、小惑星帯の小惑星の一つ。ニコライ・チェルヌイフがクリミア天体物理天文台で発見した。
ツングース系民族の一つでシベリア連邦管区にあるエヴェンキ自治管区に居住するエヴェンキに因んで名付けられた。